# Мастер јавне администрације
Мастер јавне администрације или Мастер јавне управе је специјализована стручна диплома у јавној управи која припрема ученике за лидерске улоге, слично или исто као мастер пословне администрације али је  више намењена за јавну управу.
Овај програм покрива принципе јавне управе, развој политике и руководство. Студенти са МЈА могу радити у влади, у непрофитним компанијама или код приватника. Специфичности програма су другачији по универзитима и државама. За завршетак углавном треба 2 године.